# Alborache
Alborache (em castelhano e oficialmente) ou Alboraig (em valenciano) é um município da Espanha na província de Valência, Comunidade Valenciana. Tem 27,3 km² de área e em 2021 tinha 1 283 habitantes (densidade: 47 hab./km²).

## Demografia
| Variação demográfica do município entre 1991 e 2004 | Variação demográfica do município entre 1991 e 2004 | Variação demográfica do município entre 1991 e 2004 | Variação demográfica do município entre 1991 e 2004 |
| --------------------------------------------------- | --------------------------------------------------- | --------------------------------------------------- | --------------------------------------------------- |
| 1991                                                | 1996                                                | 2001                                                | 2004                                                |
| 882                                                 | 875                                                 | 934                                                 | 948                                                 |